# Palau de Caramany
El Palau de Caramany és un edifici al Barri Vell de Girona declarat bé cultural d'interès nacional. És un antic casal senyorial del segle xvi, molt transformat al segle xviii, i restaurat encara als anys 1913-14. Aquesta última restauració consistí en la remodelació dels espais interiors i en el disseny dels esgrafiats de la façana i del pati interior, una de les peces més interessants de la casa. La casa pertanyia originàriament als Caramany i al segle xviii als Andreu. Posteriorment rebé les denominacions de Casa Foixà i Casa Pérez Xifra. El 1913-14 fou molt restaurada per l'arquitecte Rafael Masó.
Hi ha un pati rectangular dins el Palau de Caramany i que relaciona les entrades des dels carrers de Bonaventura Carreras Peralta i Pda. de Sant Domènec. El pati es veu bé des de la galeria d'art Palau de Caramany. Des de la galeria, al costat oposat, s'hi accedeix per un porxo d'arc carpanell que pel costat de la galeria és més curt i té un pilar poligonal. L'altre costat és una galeria a la primera planta, de pedra i amb balcons amb balustrades. Damunt ella hi ha un terrat per la segona planta. La resta de façanes presenten esgrafiats florals de composició simètrica de balcons de llosana de pedra i llinda planera amb guardapols. El terra del pati és de pedra i cal remarcar el pou, amb escut, i la font zoomorfa de pedra.